# Stipa nitida
Stipa nitida là một loài thực vật có hoa trong họ Hòa thảo. Loài này được Summerh. & C.E.Hubb. miêu tả khoa học đầu tiên năm 1927.